# Niccolò Cannicci
Niccolò Cannicci (Firenze, 29 ottobre 1846 – Firenze, 19 gennaio 1906) è stato un pittore e illustratore italiano.

## Biografia

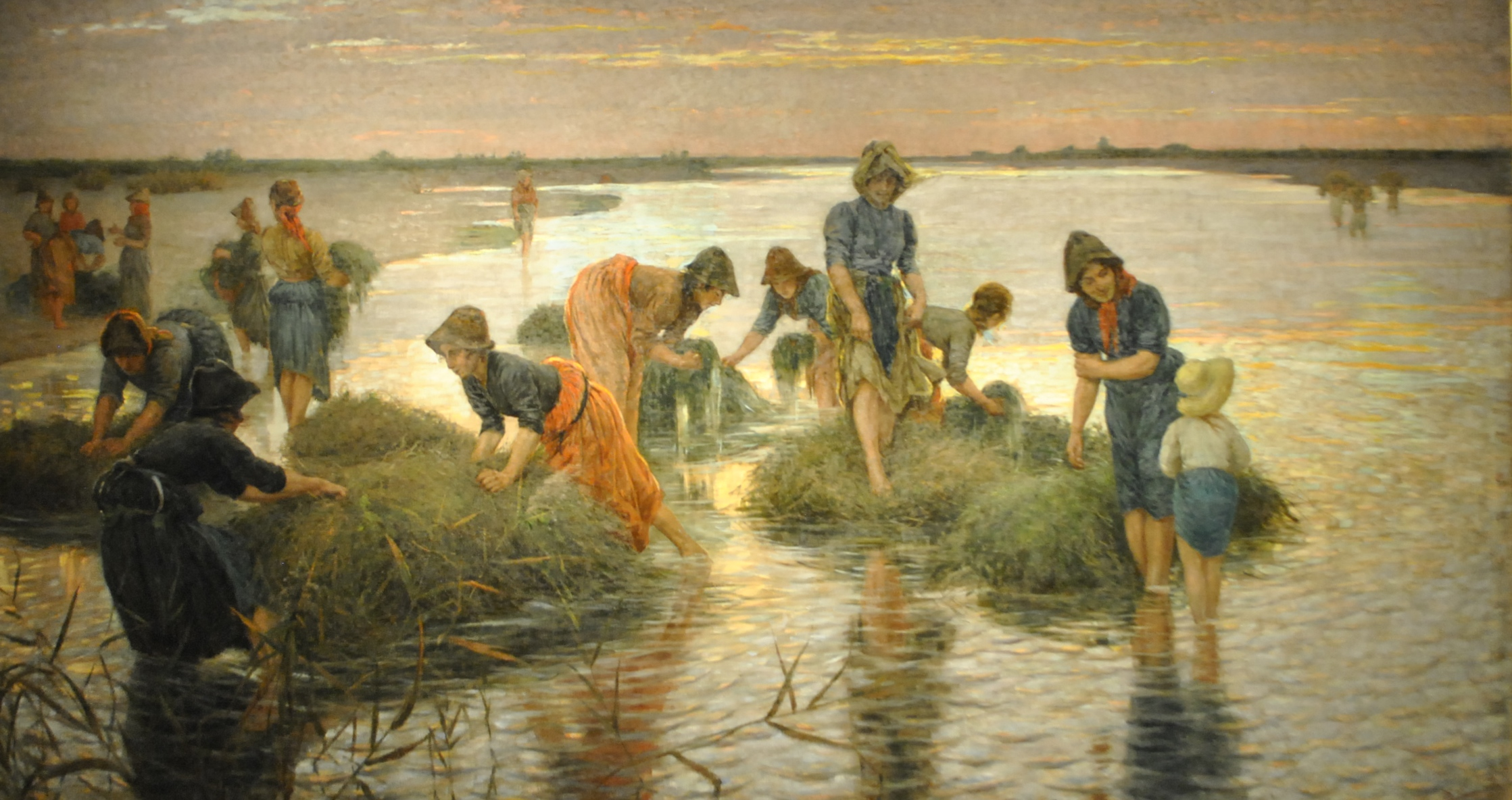
Le gramignaie al fiume, 1896, Firenze, Collezione Cassa di Risparmio di Firenze

Figlio del pittore Gaetano Cannicci, originario di San Gimignano, il suo percorso di formazione artistica segue, dopo i primi rudimenti impartiti dal padre, la frequentazione tra il 1862 e il 1865 della Scuola del nudo dell'Accademia di Belle Arti di Firenze sotto la guida di Antonio Ciseri, la frequentazione delle lezioni di Giuseppe Marrubini e di Enrico Pollastrini e dal 1868 i dettami macchiaioli di Giovanni Fattori, Diego Martelli e Telemaco Signorini, appresi al Caffè Michelangiolo.
In questa fase, Cannicci esegue principalmente riproduzioni dal vero di paesaggi della Maremma e dell'area di San Gimignano, dove risiede presso uno zio.
Nel 1872 partecipa alla Mostra dell'Accademia di Belle Arti a Firenze con Una famiglia, Cenerentola e Filo elettrico, mentre nel 1875 soggiorna a Parigi con Giovanni Fattori, Egisto Ferroni e Francesco Gioli, avvicinandosi maggiormente ai canoni artistici espressi dai Macchiaioli e venendo a contatto con le opere dei colleghi impressionisti.
Dal 1876 partecipa alle riunioni fiorentine del "Comitato Decentrista" promosso da Diego Martelli e nato per rivendicare maggiore autonomia delle Accademie locali.
Nel 1878 partecipa all'Esposizione universale di Parigi con Vita tranquilla, nel 1880 alla Prima Esposizione di Firenze con Fra le ginestre e nel 1881 all'Esposizione di Belle Arti di Milano con Ritorno dai campi - paese.
Nel 1883 espone alla Royal Academy di Londra Il taglio dell'erba a San Gimignano e l'anno successivo è presente all'Esposizione d'arte di Torino con la Seminagione del grano in Toscana e La capra nutrice, esposta anche alla Promotrice di Firenze e, nel 1886, alla prima Esposizione di Belle Arti di Livorno.
Partecipa alle Esposizioni internazionali di Venezia nel 1887 con Le Rogazioni, nel 1899 con Ave Maria e Gaiezza, nel 1901 con Sosta di una vergheria, nel 1903 con Gaiezza e Ave Maria e nel 1905 con il trittico Maternità, acquistato dalla regina Margherita, Etruria e All'ovile - Notte.
Viene premiato alla Promotrice di Firenze del 1888 per Benedizione dei campi e l'anno dopo a Parigi per Ritorno dalla festa.
Da anni minato da una fragile salute fisica e mentale, a seguito del decesso della madre nel 1893 viene colpito da una crisi nervosa che lo porta a tentare più volte il suicidio e viene ricoverato nel ospedale psichiatrico San Niccolò di Siena: a questa esperienza è dovuto l'L’Album con i ritratti dei malati di mente, regalato al mecenate e amico Diego Martelli.
In seguito si stabilisce nell'isolato paese di Montemiccioli, partecipa alla Festa dell’arte e dei Fiori di Firenze del 1896-1897 con Estate (presentata anche all'Esposizione di Belle Arti di Firenze del 1896) e Graminaie al fiume e all'Esposizione di Torino del 1898 con In pastura, Pastorella etrusca e I primi raggi.
Muore a Firenze il 16 gennaio 1906.
(Iscrizione presso l'abitazione del Cannicci in via Quercecchio a San Gimignano)

## Stile

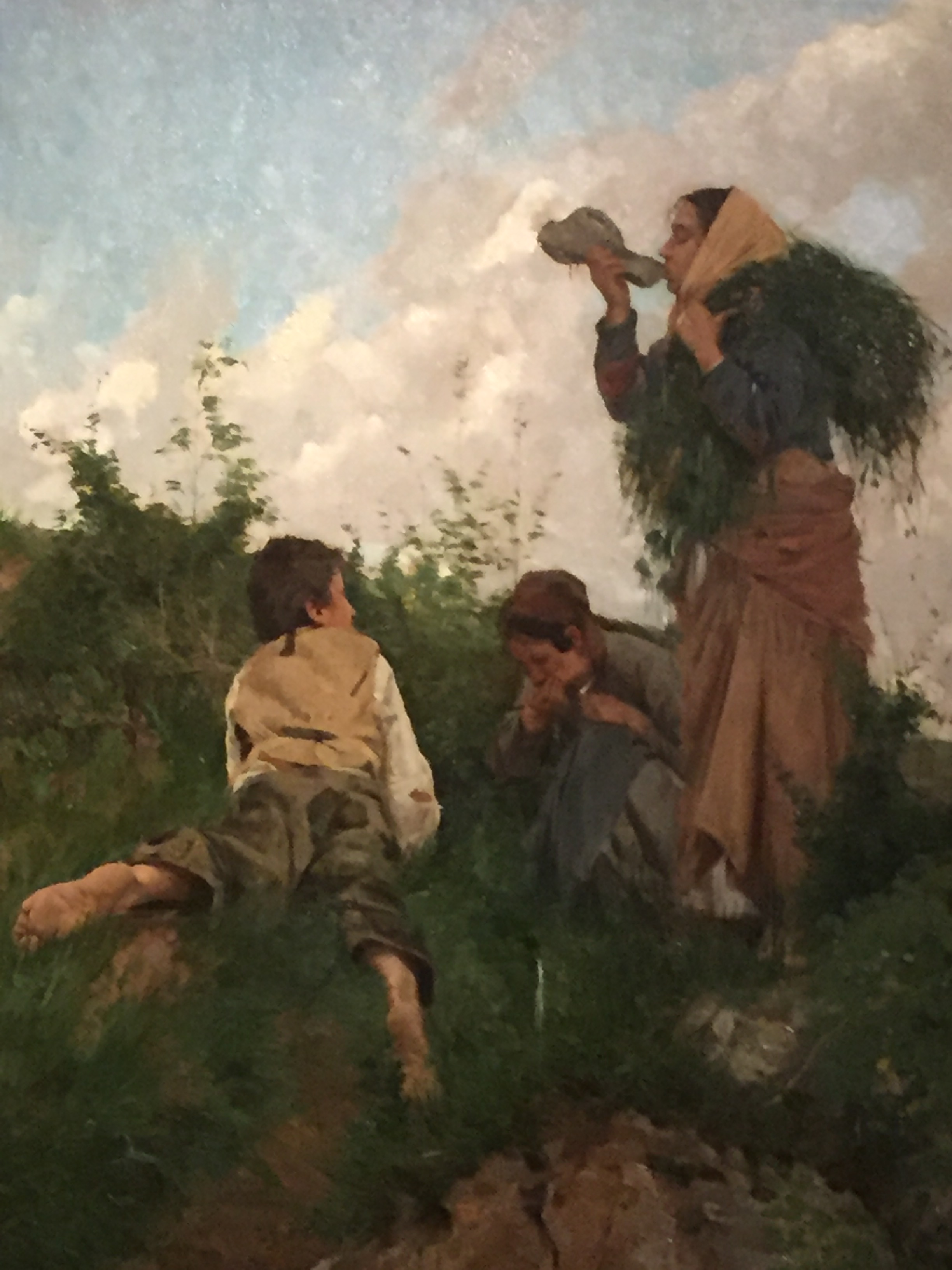
La sete nei campi. famiglia di contadini, Palazzo Pitti, Firenze

Dopo le prime opere, prevalentemente quadri di genere, influenzate dall'impostazione purista e accademica del maestro Antonio Ciseri (La fidanzata, Gioie materne, Il chierico violinista, Il filo elettrico, Il primo assalto), Cannicci sviluppa presto un proprio stile identificativo, che non viene associato a specifiche correnti pittoriche, nemmeno al movimento macchiaiolo che frequenta a partire dai primi anni settanta e con il quale condivide temi (paesaggi,  animali, agricoltori, donne, bambini in scene di semplice vita quotidiana) e modalità di riproduzione all'aria aperta, nelle campagne senesi e livornesi, ma viene piuttosto identificato come elemento di passaggio tra i paesaggisti e i pittori di figura toscani.
Cannicci affronta i temi naturalistici in chiave moderna con pacatezza e purezza disegnativa, eleganza, sensibilità e delicatezza, sicuramente sulla scia degli artisti rinascimentali che aveva studiato (in particolare Benozzo Gozzoli e Domenico Ghirlandaio)  e con l'influenza dei pittori rurali francesi, in particolare Jules Breton, ammirato nel suo soggiorno parigino.
Questo suo approccio, con il quale riproduce atmosfere quiete e intimiste, ricche di sentimento e di poesia, riflette il carattere placido e la sensibilità dell'artista, così come la fragilità emotiva (viene ricoverato per crisi depressive) e fisiche, patite sin dalla giovinezza, tutto ottimamente rappresentato in La capra nutrice (1885), opera che riscontra notevole successo per la capacità di racconto della vita campestre, della semplicità bucolica, quasi poetica.
Nella sua maturità affronta tematiche simboliste ricche di emotività e sentimento.
Annovera tra gli allievi Ruggero Panerai, Paolo Buffa, Augusto Bastianini.
Come illustratore contribuisce con propri disegni a diverse pubblicazioni tra queste la raccolta di novelle Le veglie di Neri e All'aria aperta di Renato Fucini, Storia di un passero di Orazio Grandi e il libro di Matilde Bartolommei Gioli, In Toscana, studi dal vero.
Il Cannicci non fu mai superficiale. La leggiadria del colorito e la freschezza dell'aneddoto lo salvarono sempre»
(Ugo Ojetti in L'arte nell'Esposizione di Milano)

## Opere principali

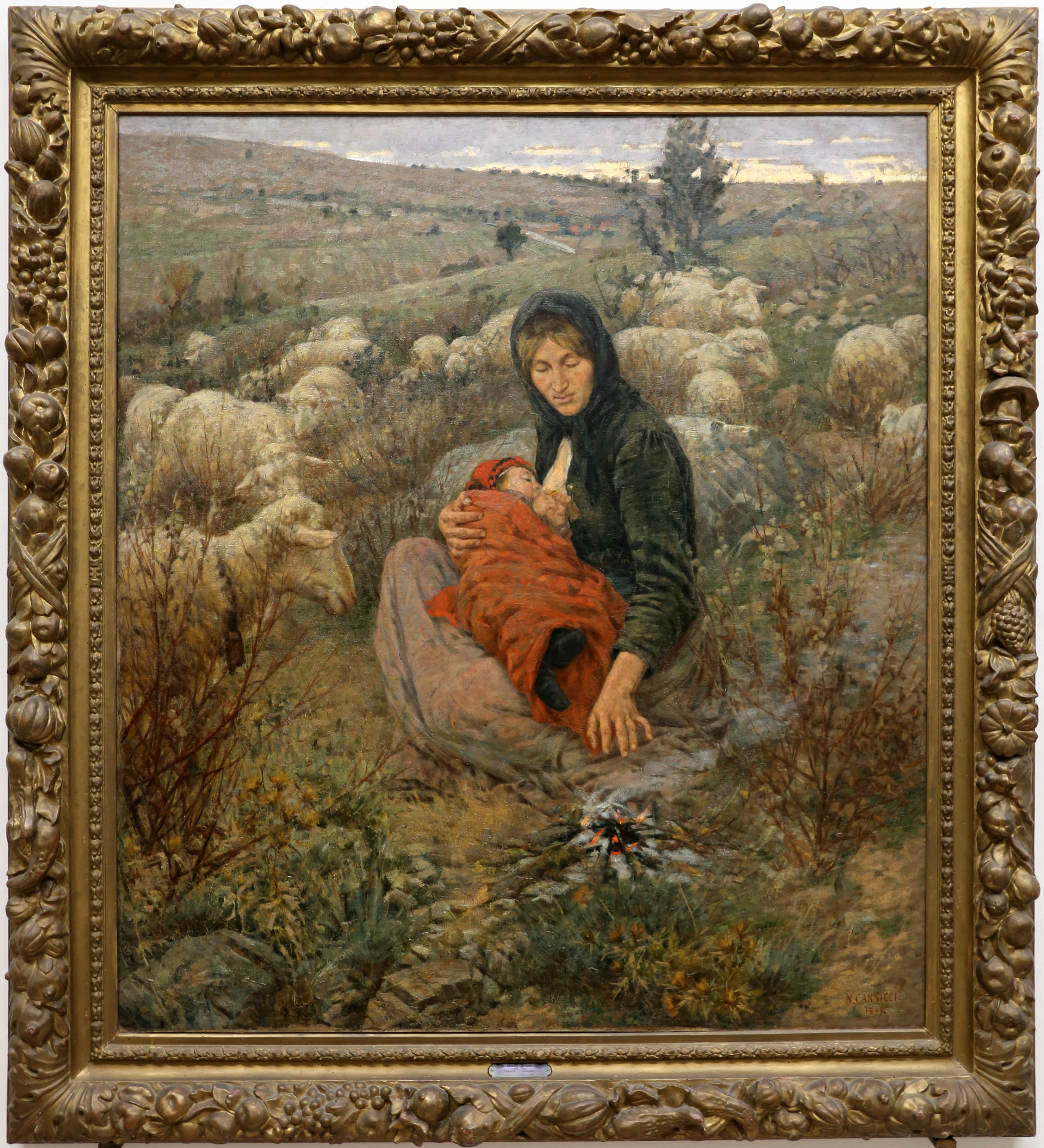
Inverno triste, 1899, olio su tela, Firenze, collezione Cassa di Risparmio di Firenze

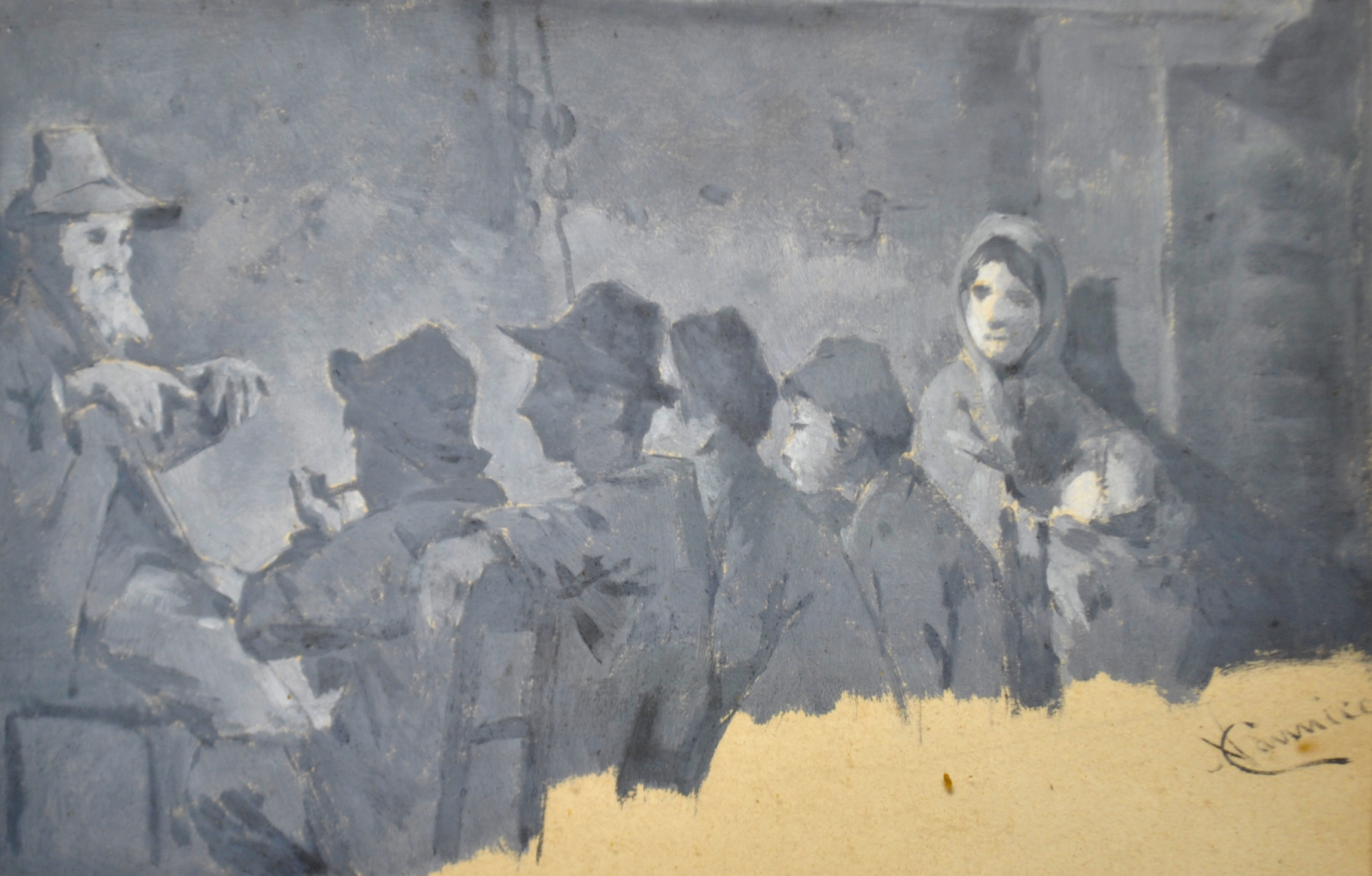
Batone racconta illustrazione per il racconto di Renato Fucini La pipa di Batone

- La fidanzata (1870), olio su tela, collezione privata;
- La sosta in cima al paese (1871), olio su tela, collezione privata;
- Vanità (1872), olio su tela, collezione privata;
- Autoritratto (1875), olio su tela, Galleria d'arte moderna di Palazzo Pitti, Firenze;
- Girotondo (1877), olio su tela, collezione privata;
- La sete nei campi (1877), olio su tela, Galleria d'arte moderna di Palazzo Pitti, Firenze;
- La divina pastora (1879), olio su tela, collezione privata;
- Le anitre o Gioie materne (1881), olio su tela, Galleria d'arte moderna di Palazzo Pitti, Firenze;
- Il pasto di mezzogiorno (1881), olio su tela, collezione privata;
- La raccolta delle ginestre (1881), olio su tela, collezione privata;
- In vista di San Gimignano (1881), olio su tela, collezione privata[8];
- Seminagione del grano in Toscana (1882), olio su tela, Galleria nazionale d'arte moderna e contemporanea, Roma;
- Pallate di neve (1885), olio su tela, collezione privata;
- La capra nutrice (1885), olio su tela, collezione privata;
- Ai campi coi tacchini (1885), olio su tela, collezione privata;
- La filatrice (1885-1890), olio su cartone, Museo della scienza e della tecnologia, Milano[9];
- Colline a San Giminiano (1887), olio su tela, collezione privata;
- Pastorelli sdraiati sull'erba (1888), olio su tela, collezione privata;
- La famiglia (1888), olio su tela, collezione privata;
- Ritorno dall'aratura (1889), olio su tela, collezione privata;
- Ritorno dai campi (1889), olio su tela, collezione privata[10];
- Mungitura delle pecore (1890), olio su tela, collezione privata;
- La mamma delle oche (1891), olio su tela, Museo civico Giovanni Fattori, Livorno[11];
- Bimba tra le rose (1891), olio su tela, collezione privata;
- Piccola etrusca (1891), olio su tela, collezione privata;
- Bosco dorato a Montemiccioli (1891), olio su tela, collezione privata;
- Bimba tra le rose (1891), olio su tela, collezione privata[12];
- Nel bosco (1892), olio su tela, Galleria d'arte moderna di Palazzo Pitti, Firenze;
- Dinorà (1895), olio su tela, collezione privata;
- Al meriggio (1895), olio su tela, collezione privata;
- Bimbe nella strada polverosa (1895), olio su tela, collezione privata;
- Bilance a Bocca d’Arno (1895), olio su tela, collezione privata;
- La piccola filatrice (1895), olio su tela, collezione privata;
- Boscaglia (1896), olio su tela, Galleria d'arte moderna di Palazzo Pitti, Firenze;
- Estate (1896), olio su tela, Galleria nazionale d'arte moderna e contemporanea, Roma[13];
- Le gramignaie al fiume (1896), olio su tela, collezione privata[14];
- Un ballo in maschera (1896), olio su tela, collezione privata;
- Una conchiglia (1897), olio su tela, collezione privata;
- Guidando la mandria (1898), olio su tela, collezione privata;
- Paesaggio (1898), olio su tela, collezione privata;
- Inverno triste (1899), olio su tela, collezione privata[15];
- Fiori dei monti (1899), olio su tela, collezione privata;
- Pace serena (1895), olio su tela, collezione privata;
- Autunno: si bruciano le stoppie (1899), olio su tela, collezione privata[16];
- Paesaggio (1901), olio su tela, Galleria d'arte moderna di Palazzo Pitti, Firenze;
- Armonia mattutina (1902), olio su tela, collezione privata;
- Pastora col bambino al pascolo (1902), olio su tela, collezione privata;
- La sciabica (1902), olio su tela, collezione privata;
- Il gregge di capre (1903), olio su tela, collezione privata;
- Effetto luna (non datato), olio su tela, Galleria d'arte moderna di Palazzo Pitti, Firenze;
- Accanto al fuoco (non datato), olio su tela, collezione privata;
- Nei campi (non datato), olio su tela, collezione privata;
- Donna che sta stendendo (non datato), olio su tela, Pinacoteca Repossi, Chiari;
- Porta alle Fonti a San Gimignano (non datato), olio su tela, collezione privata;
- Mercato dei bovi a San Gimignano (non datato), olio su tela, Galleria d'arte moderna di Palazzo Pitti, Firenze;
- San Gimignano (non datato), olio su tela, Galleria d'arte moderna Ricci Oddi, Piacenza.

### Libri illustrati
- Renato Fucini (Neri Tanfucio), Le veglie di Neri: paesi e figure della campagna Toscana, quarta edizione (prima illustrata da artisti fiorentini), con l'aggiunta di due veglie inedite, Milano: Ulrico Hoepli Edit., 1890,
- Renato Fucini (Neri Tanfucio), All'aria aperta: scene e macchiette della campagna toscana, con illustrazioni del pittore fiorentino Niccolò Cannicci; prefazione di Giuseppe Rigutini, Firenze, R. Bemporad e figlio, 1897
- Matilde Bartolommei Gioli, In Toscana: Studi dal vero, Firenze, R. Bemporad e Figlio Edit., 1898
- Ferdinando Giannetti, Figure e paesaggi toscani: racconti e novelle per i ragazzi. Illustrati da Niccolò Cannicci; con prefazione di Augusto Franchetti, Firenze, Bemporad, 1902 (Prato, Tip. Giachetti, Figlio e C.)
- Orazio Grandi, Storia di un passero, (Quarta edizione, con disegni originali di Niccolo' Cannicci e Cesare Biseo), Firenze, Tip. Cooperativa, 1912

### Saggi critici
- Giovanni Rosadi, Di Niccolò Cannicci pittore: inaugurandosi la Mostra annuale della Società delle Belle Arti in Firenze il 18 Marzo 1906, Firenze, Tip. S. Landi, 1906, ISBN non esistente.
- Vittorio Pica, Cannicci (Niccolò) (JPG), in Emporium, XXIII, n. 134, Bergamo, Istituto italiano di arti grafiche, 1906,  pp. 159–160, ISBN non esistente. URL consultato il 14 gennaio 2017 (archiviato dall'url originale il 16 gennaio 2017).
- Francesco Sapori (a cura di), Niccolo Cannicci, in Maestri dell'arte  - 24, Torino, Edizioni d'arte E. Celanza, 1920, ISBN non esistente.
- Mario Tinti, CANNICCI, Niccolò, in Enciclopedia Italiana, Roma, Istituto dell'Enciclopedia Italiana, 1930. URL consultato il 17 dicembre 2015.
- Sandra Vasco, CANNICCI, Niccolò, in Dizionario biografico degli italiani, vol. 18, Roma, Istituto dell'Enciclopedia Italiana, 1975. URL consultato il 1º aprile 2015.
- Gabinetto scientifico letterario G. P. Vieusseux, I Macchiaioli di Renato Fucini.  Catalogo della Mostra tenuta a Firenze a Palazzo Strozzi dal 9 novembre all'8 dicembre 1985, a cura di Elisabetta Matucci e Paola Barbadori Lande, testi critici di Raffaele Monti e Geno Pampaloni, Firenze, Pananti, 1985,  pp. 43–48 e 157, ISBN non esistente.
- Laura Lombardi, Niccolò Cannicci, Soncino (Cr), Edizioni dei Soncino, 1995, ISBN non esistente.
- Giorgio Bacci, Le illustrazioni in Italia tra Otto e Novecento: libri a figure, dinamiche culturali e visive, Firenze, Olschki, 2009,  p. 194, ISBN 978-88-222-5930-1.